# Волков Микола Миколайович (молодший)
Микола Миколайович Волков (3 жовтня 1934, Одеса, Українська РСР — 10 листопада 2003, Москва, Росія) — радянський, російський актор театру і кіно. Заслужений артист РРФСР (1972). Народний артист РРФСР (1989).

## Життєпис
Син заслуженого артиста Української РСР Волкова Миколи Миколайовича.
Закінчив Одеське художнє училище (1956) і Театральне училище імені Б. В. Щукіна (1962).
У 1956—1958 рр. — помічник режисера Одеської студії телебачення. 
У 1962—1987 рр. — артист драматичного театру на Малій Бронній в Москві. 
З 1987 року — артист Московського академічного театру імені Володимира Маяковського. 
Дебютував в кіно епізодичною роллю в картині «Останній хліб» (1963). Зіграв понад вісімдесят ролей в телеспектаклях, серіалах і художніх фільмах. Знімався в декількох кінострічках на українських кіностудіях.
З 1984 року викладав в Театральному училищі імені Б. В. Щукіна. 
Помер 10 листопада 2003 р. після важкої хвороби в Москві. Похований 13 листопада на Введенському (Німецькому) кладовищі поруч з могилою батька (ділянка № 9).

## Сім'я
Був одружений з актрисою Ольгою Волковою. У шлюбі народився син: Волков Іван Миколайович (нар. 1974) — російський актор і композитор. Невістка, колишня дружина сина Івана — актриса Чулпан Хаматова.

## Фестивалі та премії
- 2000 — КФ «Сузір'я»: Приз за найкращу головну чоловічу роль («Місяцем був повен сад» 2000)[1]
- 2000 — ВКФ «Кіношок» в Анапі: Приз за найкращу чоловічу роль («Місяцем був повен сад» 2000)

## Фільмографія
(вибірково)
- «Чорт із портфелем» (1966)
- «Білоруський вокзал» (1970)
- «П'ятнадцята весна» (1971)
- «Собака Баскервілів» (1971, фільм-спектакль; Шерлок Холмс)
- «Сімнадцять миттєвостей весни» (1973, телесеріал; Ервін Кін, радист Штірліца)
- «За хмарами — небо» (1973)
- «Таня» (1974, Ігнатов; реж. Анатолій Ефрос)
- «Крок назустріч» (1975)
- «Вони билися за Батьківщину» (1975)
- «Діаманти для диктатури пролетаріату» (1975)
- «Місто з ранку до опівночі» (1976, Одеська кіностудія)
- «Дівчинко, хочеш зніматися в кіно?» (1977)
- «Перші радості» (1977)
- «Жінка, яка співає» (1978, Андрій, поет)
- «Голубка» (1978)
- «Лицар з Княж-городка» (1978)
- «Бабусин онук» (1979)
- «Уперше заміжня» (1979)
- «Сицилійський захист» (1980)
- «На Гранатових островах» (1981)
- «Ніч на четвертому колі» (1981)
- «Таємниця корабельного годинника» (1983, інженер; к/ст. ім. О. Довженка та Азербайджанфільм)
- «Магія чорна і біла» (1983)
- «Битва за Москву» (1985)
- «Віра» (1986)
- «При відчинених дверях» (1986)
- «Об'єктивні обставини» (1988)
- «Війна на західному напрямку» (1990, Шапошников; к/ст. ім. О. Довженка)
- «Місяцем був повен сад» (2000)
- «Кріт» (2001, серіал; «Годинникар»)
- «Радості і печалі маленького лорда» (2003, слуга Джеймс) та ін.